# Blanzay
Pour les articles homonymes, voir Blanzay (homonymie).
Blanzay est une commune du Centre-Ouest de la France, située dans le département de la Vienne  en région Nouvelle-Aquitaine.

## Géographie

### Localisation
Le bourg est situé à 8 km au nord de Civray (Vienne).

### Communes limitrophes
| Brux                                         | Romagne                 |            |
| Chaunay                                      | Blanzay                 | Champniers |
| Champagné-le-Sec Linazay (en un quadripoint) | Saint-Pierre-d'Exideuil | Savigné    |

### Géologie et relief
La région de Blanzay présente un paysage de plaines vallonnées plus ou moins boisées. Le terroir se compose :
- de terres de brande (pour 5 %) sur les plateaux du Seuil du Poitou ;
- de Terres Rouges (ce sont des sols acajou, siliceux, dérivés d’argiles ferrugineuses à silex provenant d’épandages superficiels du Massif central) pour 36 % sur les autres plateaux ;
- de groies profondes (pour 59 %) sur les plaines (les groies sont des terres du Sud-Ouest de la France, argilo-calcaires, peu profondes  - en général de moins de 50 cm d’épaisseur – et plus ou moins riches en cailloux. Elles sont fertiles et saines et donc, propices à la polyculture céréalière).

### Climat
Pour des articles plus généraux, voir Climat de la Nouvelle-Aquitaine et Climat de la Vienne.
Historiquement, la commune est exposée à un climat océanique du nord-ouest.  
En 2020, Météo-France publie une typologie des climats de la France métropolitaine dans laquelle la commune est exposée à un climat océanique altéré et est dans la région climatique  Poitou-Charentes, caractérisée par un bon ensoleillement, particulièrement en été et des vents modérés.
Pour la période 1971-2000, la température annuelle moyenne est de 11,8 °C, avec une amplitude thermique annuelle de 14,9 °C. Le cumul annuel moyen de précipitations est de 824 mm, avec 11,4 jours de précipitations en janvier et 6,9 jours en juillet. Pour la période 1991-2020, la température moyenne annuelle observée sur la station météorologique la plus proche, située sur la commune de Brux à 6 km à vol d'oiseau, est de 12,6 °C et le cumul annuel moyen de précipitations est de 765,0 mm,. Pour l'avenir, les paramètres climatiques de la commune estimés pour 2050 selon différents scénarios d’émission de gaz à effet de serre sont consultables sur un site dédié publié par Météo-France en novembre 2022.

### Voies de communication et transports
Les gares et les haltes ferroviaires de Blanzay ou proches de la commune :
- la halte d'Épanvilliers ;
- la gare de Saint-Saviol à 6,6 km ;
- la halte ferroviaire d'Anché-Voulon à 16,4 km ;
- la gare de Ruffec à 19,7 km ;
- la halte de Vivonne à 25 km.

Les aéroports les plus proches de Blanzay sont :
- l'aéroport international Angoulême-Cognac à 53 km ;
- l'aéroport de Poitiers-Biard à 43 km ;
- l'aérodrome de Niort - Souché à 52 km.

## Urbanisme

### Typologie
Au 1er janvier 2024, Blanzay est catégorisée commune rurale à habitat très dispersé, selon la nouvelle grille communale de densité à sept niveaux définie par l'Insee en 2022.
Elle est située hors unité urbaine et hors attraction des villes,.

### Occupation des sols
L'occupation des sols de la commune, telle qu'elle ressort de la base de données européenne d’occupation biophysique des sols Corine Land Cover (CLC), est marquée par l'importance des territoires agricoles (84,6 % en 2018), une proportion sensiblement équivalente à celle de 1990 (84,5 %). La répartition détaillée en 2018 est la suivante : 
terres arables (70,6 %), zones agricoles hétérogènes (14 %), forêts (13,9 %), zones urbanisées (1,5 %). L'évolution de l’occupation des sols de la commune et de ses infrastructures peut être observée sur les différentes représentations cartographiques du territoire : la carte de Cassini (XVIIIe siècle), la carte d'état-major (1820-1866) et les cartes ou photos aériennes de l'IGN pour la période actuelle (1950 à aujourd'hui).

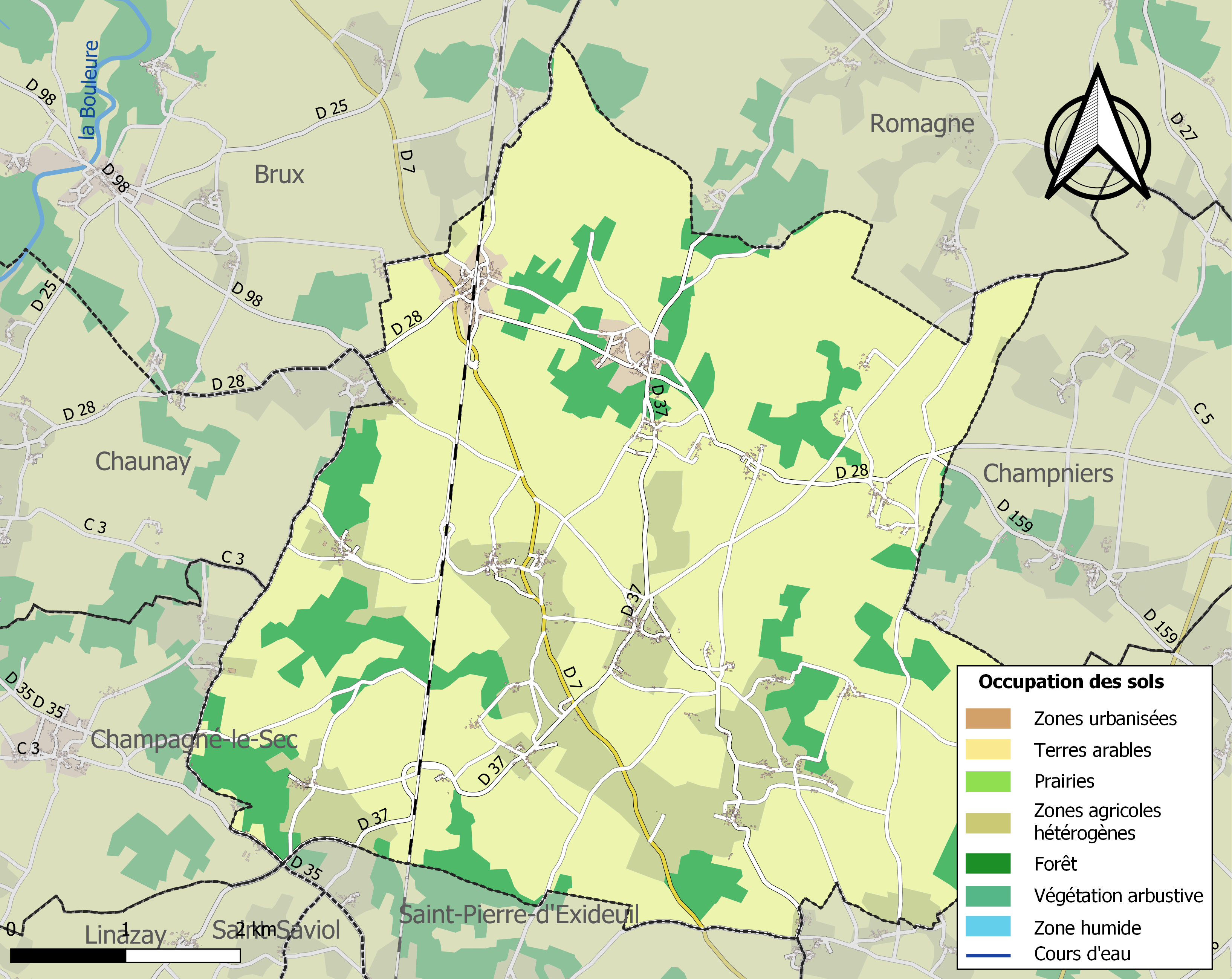
Carte des infrastructures et de l'occupation des sols de la commune en 2018 (CLC).

### Habitat
Au lieu-dit la Garde, il est possible de voir encore de nos jours une maison paysanne typique du pays civraisien qui date du XVIIe siècle. C’est une maison rectangulaire couverte par un toit à deux pans en tuile. Une porte centrale ouvre sur un couloir qui possède un évier et est éclairé par un œil-de-bœuf. Le couloir dessert, sur chaque côté, une pièce dont le sol est en terre battue et rarement en pavés, en fonction de la fortune de la famille qui habite le lieu. Si la façade est orientée au sud, elle est, alors, agrémentée d’une treille avec, à son pied, un banc de pierre.

### Risques majeurs
Le territoire de la commune de Blanzay est vulnérable à différents aléas naturels : météorologiques (tempête, orage, neige, grand froid, canicule ou sécheresse), mouvements de terrains et séisme (sismicité modérée). Il est également exposé à un risque technologique, le transport de matières dangereuses. Un site publié par le BRGM permet d'évaluer simplement et rapidement les risques d'un bien localisé soit par son adresse soit par le numéro de sa parcelle.

#### Risques naturels

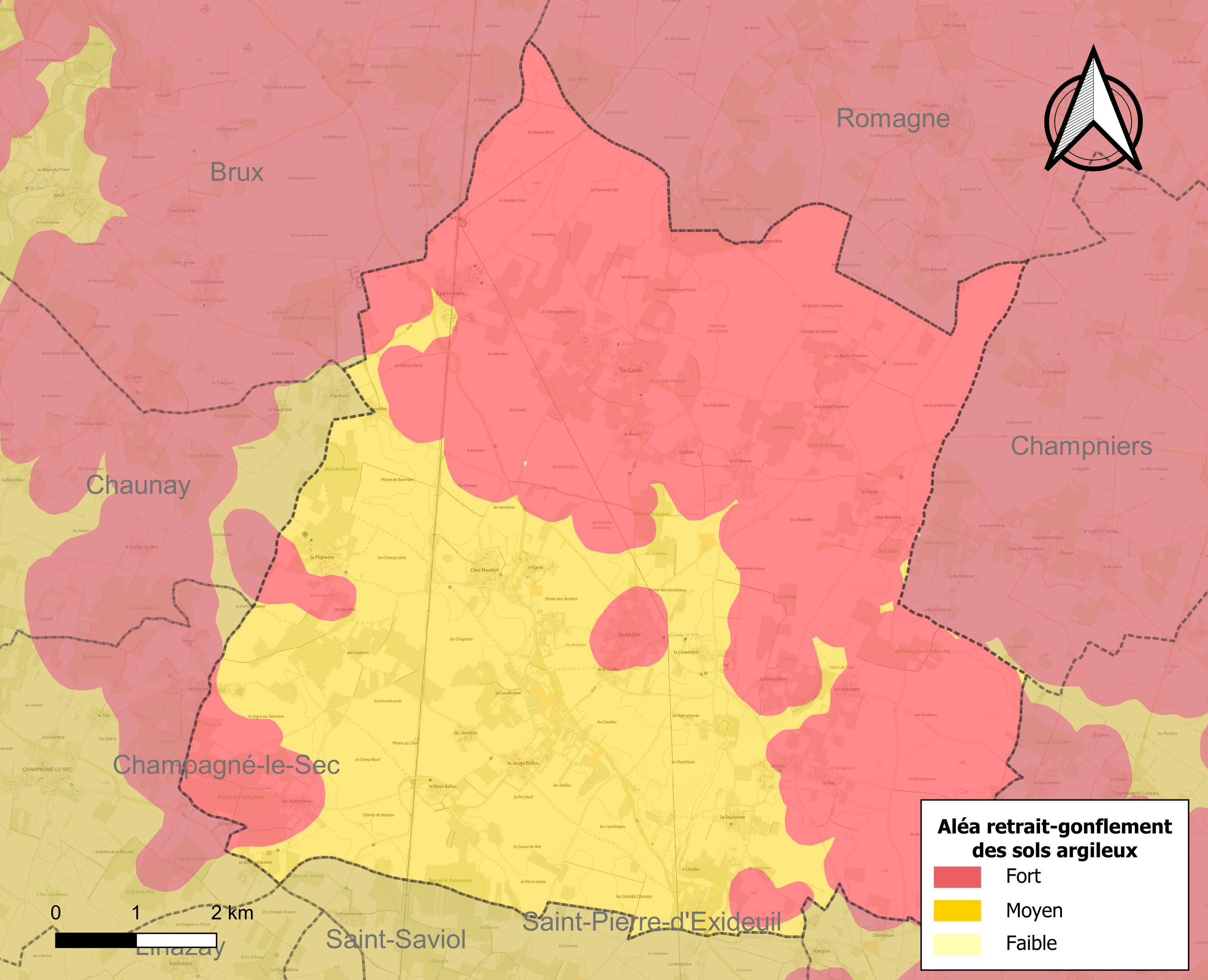
Carte des zones d'aléa retrait-gonflement des sols argileux de Blanzay.

Les mouvements de terrains susceptibles de se produire sur la commune sont des tassements différentiels. Le retrait-gonflement des sols argileux est susceptible d'engendrer des dommages importants aux bâtiments en cas d’alternance de périodes de sécheresse et de pluie. La totalité de la commune est en aléa moyen ou fort (79,5 % au niveau départemental et 48,5 % au niveau national). Depuis le 1er octobre 2020, en application de la loi ÉLAN, différentes contraintes s'imposent aux vendeurs, maîtres d'ouvrages ou constructeurs de biens situés dans une zone classée en aléa moyen ou fort,.
La commune a été reconnue en état de catastrophe naturelle au titre des dommages causés par les inondations et coulées de boue survenues en 1982, 1999 et 2010, par la sécheresse en 2011 et par des mouvements de terrain en 1999 et 2010.

## Toponymie
Le nom du bourg proviendrait de l’anthroponyme gallo-romain Blanziacus avec le suffixe latin de propriété « -acum » devenu « -ec » puis « -é » voire « -ay » et signifiant « domaine de Blanziacus«. Avant 1801, la commune s'appelait Blanzais.

## Histoire
La population de Blanzay était, sans doute, importante à l’époque mérovingienne comme en témoigne la découverte de nombreuses sépultures. Elles étaient orientées est-ouest. Le corps du défunt était placé entre deux rangées de pierres plates. Blanzay était le chef-lieu d’une viguerie importante du pagus de Brioux-sur-Boutonne qui couvrait en 950 les territoires actuels des communes de Blanzay, de Champagné-le-Sec et de Cerzé.
Selon une tradition orale, les moines se seraient installés très tôt en ce lieu. Ils auraient creusé des puits et ils bâtirent une chapelle. Celle-ci fut remplacée au XIIe siècle par une église qui fut en partie reconstruite au XVe siècle, à la fin de la guerre de Cent Ans qui fut très dévastatrice dans la région. Par la suite, la commune a connu les dévastations des guerres de Religion et de la révolte contre la gabelle sous le roi Louis XIII. Des hameaux disparurent définitivement.
Au XVIIIe siècle, 17 hommes de la commune partirent pour le Canada.
Célèbre pour ses carrières de pierre, Blanzay a donné naissance à des familles d’artisans habiles qui ont bâti et restauré les constructions importantes de la région telle que l’église Saint-Nicolas de Civray. La chaux produite à Blanzay a permis d’améliorer les rendements des terres pauvres de la commune.

## Politique et administration

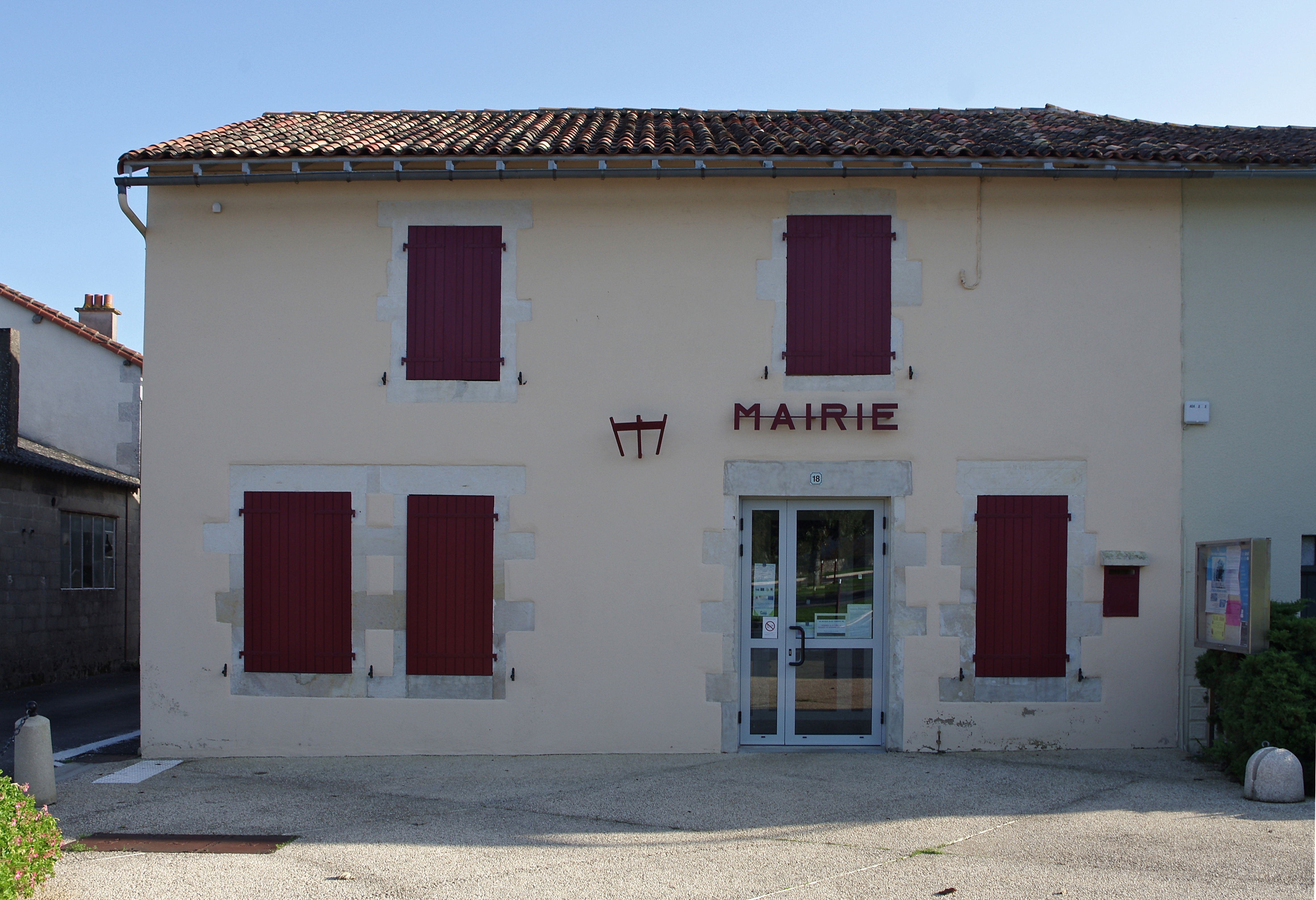
La mairie.

### Intercommunalité
Depuis 2015, Blanzay est dans le canton de Civray (no 6) du département de la Vienne. Avant la réforme des départements, Blanzay était dans le canton no 5 de Civray dans la 3e circonscription.

### Liste des maires
| Période   | Période  | Identité          | Étiquette | Qualité |
| --------- | -------- | ----------------- | --------- | ------- |
| mars 2001 | 2014     | Bernard Chevalier |           |         |
| 2014      | en cours | Isabelle Surreaux |           |         |

### Instances judiciaires et administratives
La commune relève du tribunal d'instance de Poitiers, du tribunal de grande instance de Poitiers, de la cour d'appel de Poitiers, du tribunal pour enfants de Poitiers, du conseil de prud'hommes de Poitiers, du tribunal de commerce de Poitiers, du tribunal administratif de Poitiers et de la cour administrative d'appel de  Bordeaux, du tribunal des pensions de Poitiers, du tribunal des affaires de la Sécurité sociale de la Vienne, de la cour d’assises de la Vienne.

### Services publics
Les réformes successives de La Poste ont conduit à la fermeture de nombreux bureaux de poste ou à leur transformation en simple relais. Toutefois, la commune a pu maintenir le sien.

### Politique environnementale

#### Les énergies nouvelles
Un projet, controversé, prévoit d'implanter huit éoliennes pour un total de 21,6 mégawatts sur une zone à cheval sur les communes de Blanzay et Romagne, proche de la vallée aux Singes.

## Population et société

### Démographie
L'évolution du nombre d'habitants est connue à travers les recensements de la population effectués dans la commune depuis 1793. Pour les communes de moins de 10 000 habitants, une enquête de recensement portant sur toute la population est réalisée tous les cinq ans, les populations de référence des années intermédiaires étant quant à elles estimées par interpolation ou extrapolation. Pour la commune, le premier recensement exhaustif entrant dans le cadre du nouveau dispositif a été réalisé en 2004.

En 2022, la commune comptait 804 habitants, en évolution de +1,77 % par rapport à 2016 (Vienne : +0,6 %, France hors Mayotte : +2,11 %).
| 1793  | 1800  | 1806  | 1821  | 1831  | 1836  | 1841  | 1846  | 1851  |
| ----- | ----- | ----- | ----- | ----- | ----- | ----- | ----- | ----- |
| 1 144 | 1 099 | 1 088 | 1 390 | 1 580 | 1 613 | 1 536 | 1 638 | 1 596 |

| 1856  | 1861  | 1866  | 1872  | 1876  | 1881  | 1886  | 1891  | 1896  |
| ----- | ----- | ----- | ----- | ----- | ----- | ----- | ----- | ----- |
| 1 623 | 1 618 | 1 659 | 1 597 | 1 670 | 1 629 | 1 650 | 1 564 | 1 518 |

| 1901  | 1906  | 1911  | 1921  | 1926  | 1931  | 1936  | 1946  | 1954  |
| ----- | ----- | ----- | ----- | ----- | ----- | ----- | ----- | ----- |
| 1 562 | 1 519 | 1 515 | 1 340 | 1 321 | 1 276 | 1 280 | 1 229 | 1 165 |

| 1962  | 1968 | 1975 | 1982 | 1990 | 1999 | 2004 | 2006 | 2009 |
| ----- | ---- | ---- | ---- | ---- | ---- | ---- | ---- | ---- |
| 1 138 | 989  | 915  | 840  | 804  | 798  | 833  | 843  | 818  |

| 2014 | 2019 | 2022 | - | - | - | - | - | - |
| ---- | ---- | ---- | - | - | - | - | - | - |
| 794  | 780  | 804  | - | - | - | - | - | - |

Les habitants de Blanzay sont des Blanzéens.
La densité de population de la commune est de 23 hab./km2. Celle du département est de 61 hab./km2. Elle est de 68 hab./km2 pour la région Poitou-Charentes et de 115 hab./km2 pour la France (INSEE- 2008).
Les dernières statistiques démographiques pour la commune de Blanzay ont été fixées en 2009 et publiées en 2012. Il ressort que la mairie de Blanzay administre une population totale de 832 personnes. À cela, il faut soustraire les résidences secondaires (14 personnes) pour constater que la population permanente sur le territoire de la commune est de 818 habitants.
La répartition par sexe de la population du bourg est la suivante :
- en 1999: 50,4 % d'hommes et 49,6 % de femmes.
- en 2004: 48,9 % d'hommes et 51,1 % de femmes.
- en 2010: 47,0 % d'hommes et 53,0 % de femmes.

En 2004 :
- Le nombre de célibataires était de : 22,2 % dans la population.
- Les couples mariés représentaient 60,4 % de la population, les divorcés 6,6 %.
- Le nombre de veuves et veufs était de 10,9 %.

### Enseignement
La commune de Blanzay dépend de l'académie de Poitiers (Rectorat de Poitiers) et son école primaire publique dépend de l'inspection académique de la Vienne.
Les communes de Blanzay et Champniers (Vienne) ont mis en place un regroupement pédagogique intercommunal. La commune de Blanzay accueille trois classes (maternelle et primaire) et la 4e classe (primaire) du regroupement pédagogique est située à Champniers.

## Économie

### Agriculture
Selon la direction régionale de l'Alimentation, de l'Agriculture et de la Forêt de Poitou-Charentes, il n'y a plus que 28 exploitations agricoles en 2010 contre 38 en 2000.
Les surfaces agricoles utilisées ont diminué et sont passées de 2 305 hectares en 2000 à 2 210 hectares en 2010. 57 % sont destinées à la culture des céréales (blé tendre et maïs essentiellement mais aussi un peu d'orge), 28 % pour les oléagineux (colza et tournesol), 11 % pour le fourrage.
4 exploitations en 2010 (contre 7 en 2000) abritent un élevage de bovins (204 têtes en 2010 contre 256 têtes en 2000).
7 exploitations en 2010 (contre 13 en 2000) abritent un élevage de chèvres (2 533 têtes en 2010 contre 2 151 têtes en 2000). C’est un des troupeaux importants de caprins du département de la Vienne (74 500 têtes en 2011) qui est le deuxième département pour l’élevage des chèvres derrière le département des Deux-Sèvres. Cette évolution est paradoxale par rapport à l’évolution qu’a connu, en région Poitou- Charente, cet élevage au cours des deux  dernières décennies : division par trois du nombre d’exploitations, augmentation des effectifs moyens par élevage (38 chèvres en 1988, 115 en 2000), division par 10 des chèvreries de  10 à 50 chèvres qui représentaient 50 % des troupeaux en 1988, et multiplication par 6 des élevages de plus de 200 chèvres qui regroupent, en 2000, 45 % du cheptel. Cette évolution des structures de production caprine a principalement pour origine la crise de surproduction laitière de 1990-1991 qui, en parallèle des mesures incitatives, a favorisé des départs d’éleveurs en préretraite et encouragé l’adaptation structurelle des élevages restant. La vocation laitière du troupeau est très forte. Moins de 2 % des élevages caprins sont non laitiers en 2000. La quasi-totalité de la production laitière, en constante augmentation (de 2000 à 2011 : + 44 %) est livrée à l’industrie agro-alimentaire soit 96 % des 485 000 hectolitres récoltés dans l’ensemble du département de la Vienne en 2004. La production de fromage à la ferme reste très marginale et ne représente que 1 % de la production de lait et 6 % des fermes. 75 % des élevages sont basés sur un système de production de type hors sol, la surface agricole étant destinée essentiellement, dans ce cas, à la production de fourrage. 75 % de ces exploitations n’élèvent que des chèvres.
L'élevage de volailles a disparu en 2010 (265 têtes sur 13 fermes en 2000).
La transformation de la production agricole est de qualité et permet aux exploitants d’avoir droit, sous conditions, aux appellations et labels suivants :
- Chabichou du Poitou (AOC)
- Beurre Charente-Poitou (AOC)
- Beurre des Charentes (AOC)
- Beurre des Deux-Sèvres (AOC)
- Veau du Limousin (IGP)
- Agneau du Poitou-Charentes (IGP)
- Porc du Limousin (IGP)
- Jambon de Bayonne (IGP)

### Commerce et service
En 2024, un commerces existe encore sur la commune de Blanzay : une épicerie, dépôt de pain.

### Activité et emploi
Le taux d'activité était de 68,2 % en 2004 et 63,2 % en 1999.
Le taux de chômage en 2004 était de 11,4 % et en 1999 il était de 11,4 %.
Les retraités et les pré-retraités représentaient 32,1 % de la population en 2004 et 32 % en 1999.

## Lieux et monuments

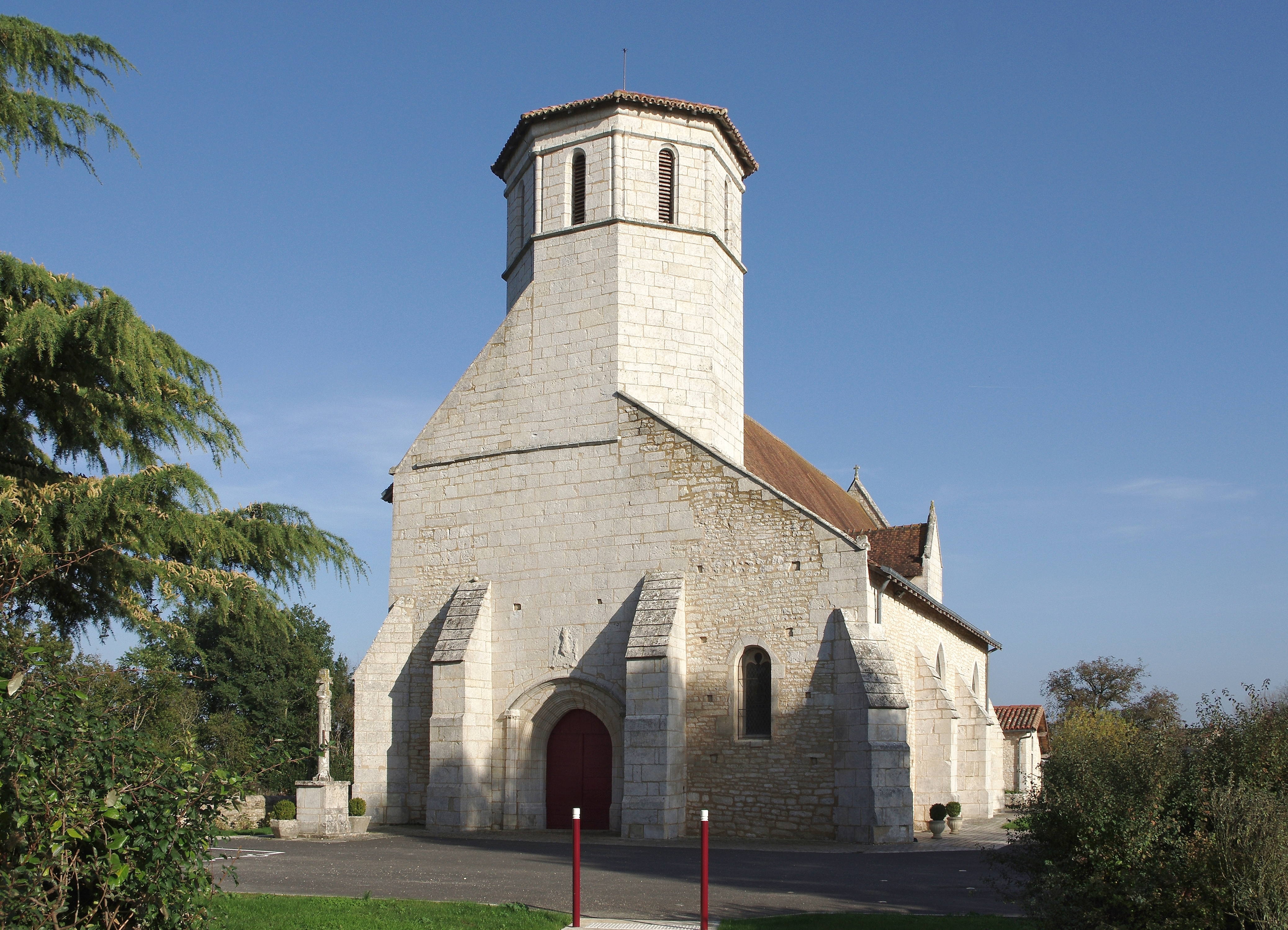
Façade de l'église et clocher octogonal.
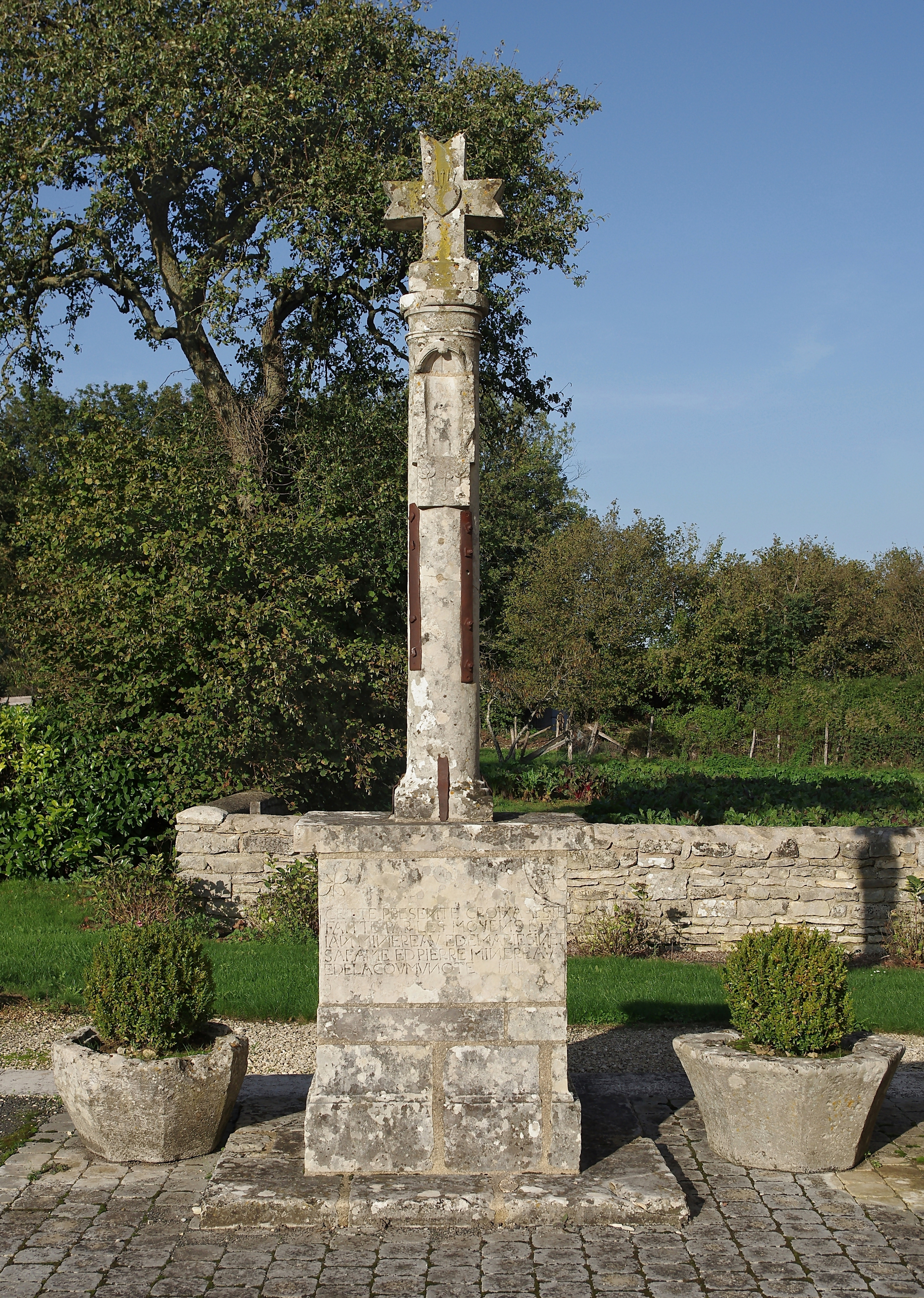
Croix hosannière, place de l'Église.
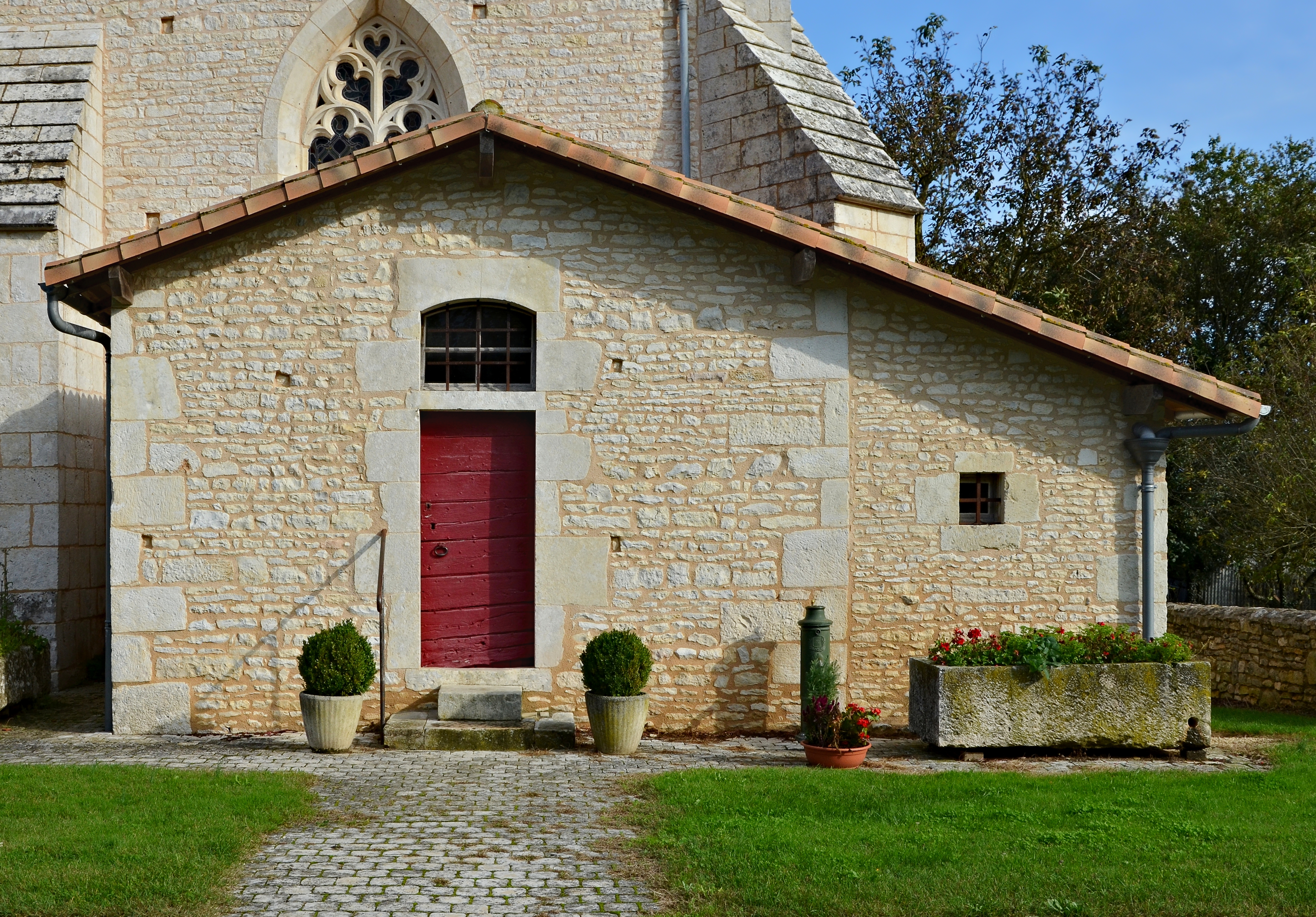
La sacristie et la fontaine Bayard.
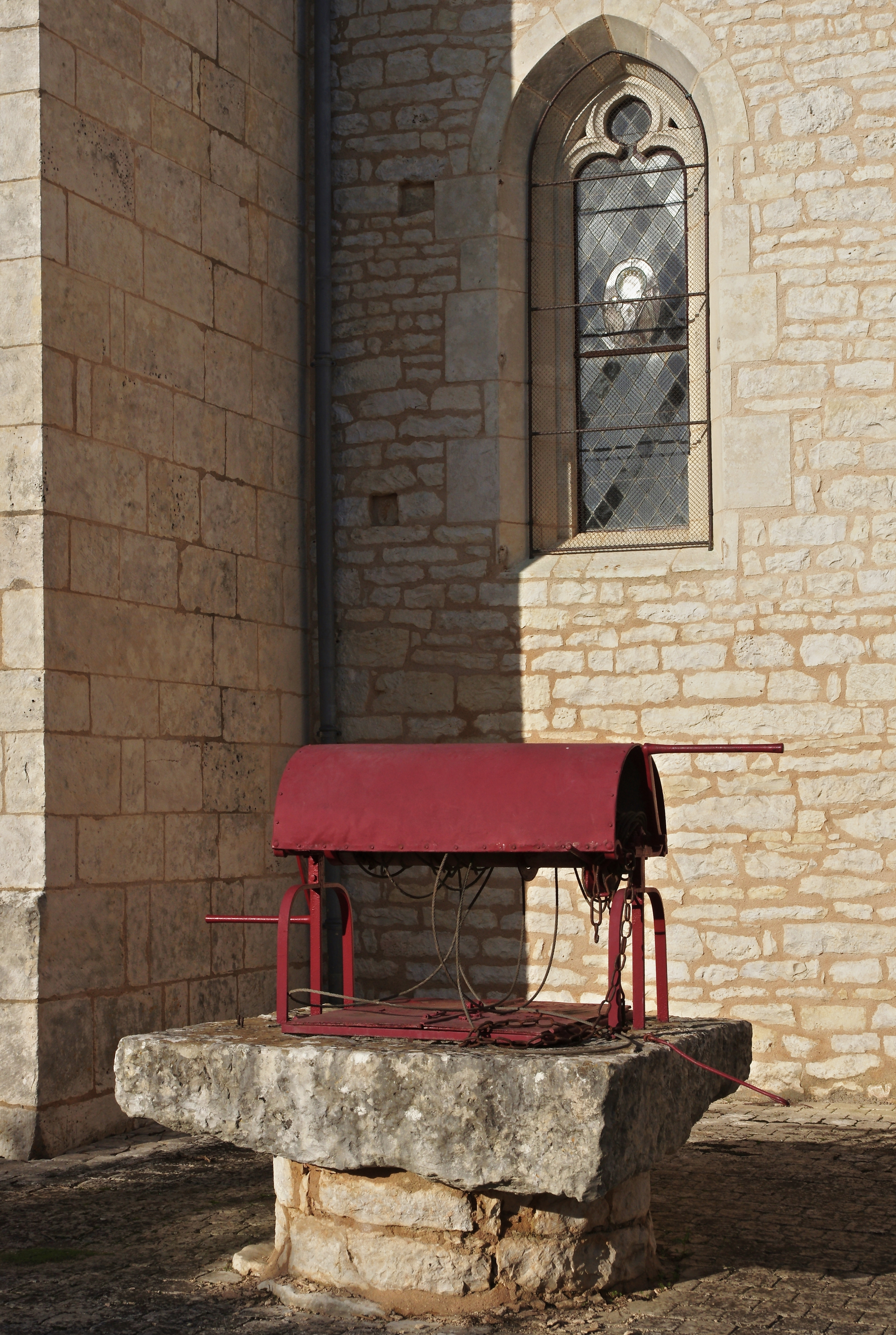
Puits du XVIIIe siècle.
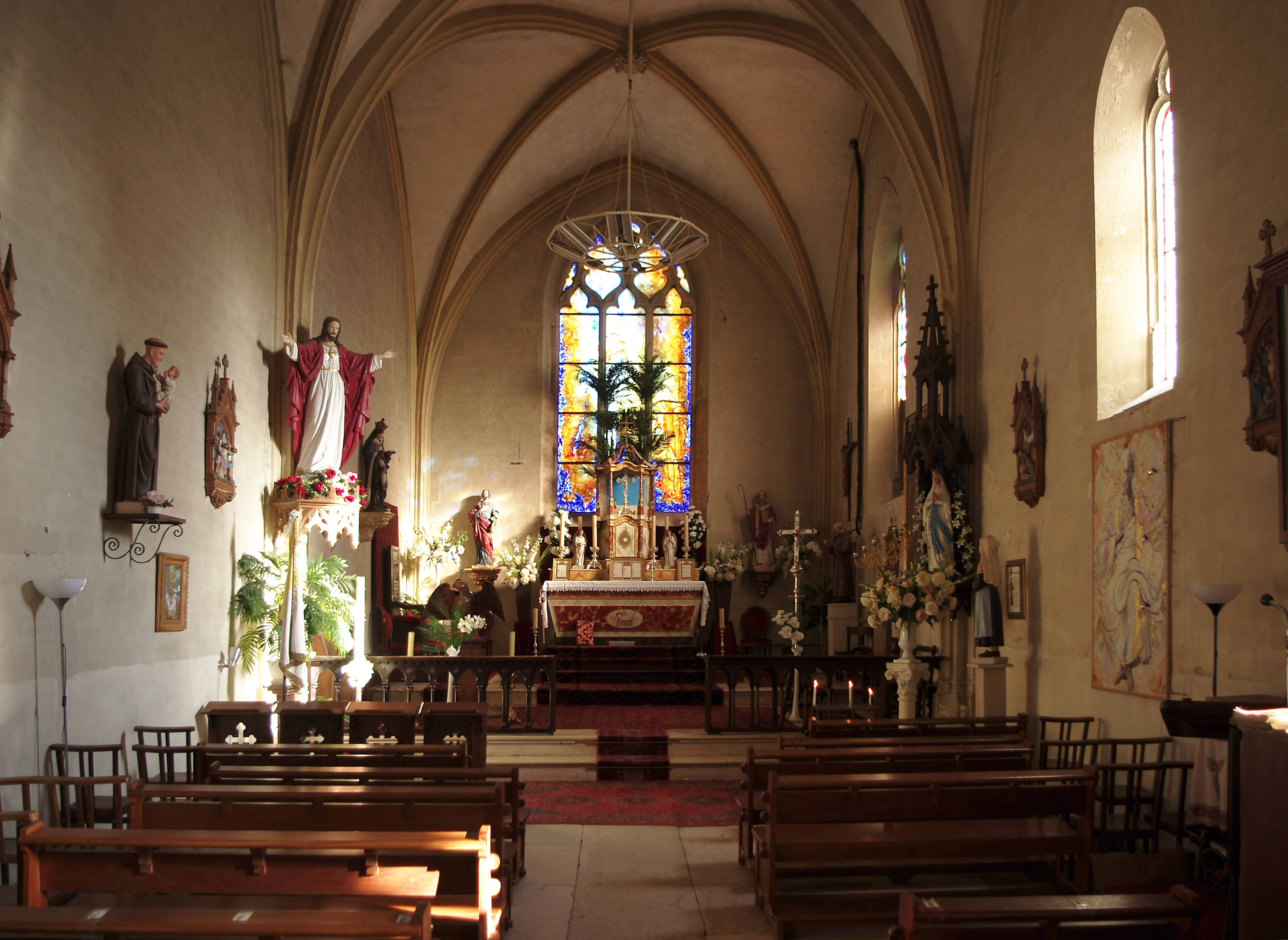
Intérieur de l'église Saint-Hilaire.

### Patrimoine civil
- Le château de la Maillollière est composé de deux corps de logis, datant du XVIe siècle,réunis par une tour hexagonale. Un donjon, une tour crénelée, est relié au logis par une sorte de couloir utilisé pendant une période comme une chapelle. C'est une tour avec des machicoulis et des meurtrières. Autour du château, il y avait, autrefois, des communs et une fuie. L'ensemble était protégé par des douves. Il est inscrit au titre des monuments historiques[31] depuis le 17 décembre 1990 pour sa tour, sa cheminée et le bâtiment. Ce château, propriété d'une personne privée, n'est pas accessible au public.
- Sur la place de l'Église : il est possible de voir un placard aux affiches du XVIIIe siècle, construit en pierre. Annoncé par tambour, le garde-champêtre proclamait les décisions d'ordre public depuis la pierre attenant le placard sur laquelle il se haussait. Le procès-verbal était ensuite placardé, et porté ainsi à la connaissance de tous les villageois.
- Puits du XVIIIe siècle sur la place de l'Église.
- Tombe de la famille Baillargé sur la place de l’Église. La tombe est restée à l’emplacement de l’ancien cimetière  du XVIIe siècle.
- Le bassin et le four du hameau la Tourenne. Chaque village, chaque hameau, possédait autrefois un puits. Le « timbre »  était un bassin de pierre de plus ou moins grande taille. Il servait d’abreuvoir dans lequel les bêtes venaient boire au retour des champs. À côté du bassin, le four communal. Il est en pierre et il est couvert par un toit en tuiles. Il est en activité depuis le XVIIIe siècle
- Une huilerie au lieu-dit la Garde. L’huilerie a pu conserver jusqu’à nos jours une meule et un pressoir anciens.

### Patrimoine religieux
- L'église Saint-Hilaire date des XIIe et XVe siècles. Elle se dresse en bordure d'une belle place. Son plan est simple : il est composé d'une nef principale qui se termine par un chevet plat, percé d'une fenêtre ogivale ornée d'un vitrail contemporain, et d'une collatérale ; celle-ci est percée d'une porte moulurée ouvrant au sud. Le clocher-porche pourrait dater du XIe siècle ; il est octogonal et percé de fenêtres arrondies. Il est construit sur la première travée de la nef. L'église a été repeinte à l'intérieur au cours de l'histoire récente, ce qui a permis de protéger les fresques du XVe siècle. L'église a été restaurée d'abord en 1734 et en 1870, puis au cours du XXIe siècle : en 2003, la charpente et la toiture ont été entièrement refaites ; en 2006, une des cloches a été restaurée, le beffroi qui se désolidarisait du mur a été consolidé, la toiture du clocher a été également refaite, les pierres extérieures ont été nettoyées et les joints refaits.
- Une croix hosannière du XVIIIe siècle (1711) est située sur la place de l'Église, là où se dressait autrefois le cimetière. Ce dernier a été déplacé en 1950. La croix tire son nom de l'hébreu Hosanna, premier mot d'un hymne chanté le jour des Rameaux. Il était de tradition de se rendre en procession jusqu'au cimetière ce jour-là, au pied de ce calvaire où l'on chantait l'Hosanna.
- Les vestiges de l’église Saint-Antoine qui date XIIe et XIIIe siècles au lieu-dit Villaret.

### Patrimoine naturel
- Selon l'Inventaire des arbres remarquables de Poitou-Charentes[32], il y a un arbre remarquable sur la commune qui est un cormier situé au lieu-dit la Garde, « les champs de Valence ».

## Personnalités liées à la commune
- Delphin Debenest (1907-1997), résistant et magistrat, y est né
- Jean de Baillargé est parti pour le Canada en 1741. Il y est devenu architecte. Il participa à la construction de la cathédrale de Québec. L’un de ses descendants a été ministre dans l’État de Québec. Le nom de sa famille est orthographié « Baillairgé » au Canada et Jean de Baillargé compte de nos jours plus d'un millier de descendants.